# Macalpinomyces loudetiae
Macalpinomyces loudetiae är en svampart som först beskrevs av Georges Viennot-Bourgin, och fick sitt nu gällande namn av Vánky 1997. Macalpinomyces loudetiae ingår i släktet Macalpinomyces och familjen Ustilaginaceae.   Inga underarter finns listade i Catalogue of Life.